# Gołuszyce
Gołuszyce – (niem. Golluschütz, 1942–1945 Gollschütz) wieś w Polsce położona w województwie kujawsko-pomorskim, w powiecie świeckim, w gminie Pruszcz. Według spisu powszechnego z 31 marca 2011 roku wieś liczyła 477 mieszkańców. 
W latach 1975–1998 miejscowość administracyjnie należała do województwa bydgoskiego.

## Etymologia nazwy
Nazwa tej wsi pochodzi od legendarnych gołębi Głuszców, które niegdyś osiadły na drzewach tej wsi. 

## Dom Opieki Społecznej w Gołuszycach

### Historia
Dom Opieki Społecznej jako instytucja opiekuńcza powstał 25 stycznia 1930. Przez pierwsze 3 lata prowadziły go siostry służebniczki z Pleszewa. Nie mogły jednak podołać obowiązkom. Warunki i współpraca się nie układały po ich myśli i po trzech latach zrezygnowały.
W trakcie II wojny światowej według różnych źródeł istniał tu ośrodek dla przesiedleńców z Besarabii, dom starców dla Niemców lub też znajdowała się tu jednostka SS. Siostry służebniczki powróciły ponownie 19 marca 1945. Prowadziły dom dziecka.
W dniu 1 października 1949 podpisana została umowa zbiorowa pomiędzy zgromadzeniem sióstr Albertynek w Krakowie a wydziałem powiatowym w Świeciu na prowadzenie "Domu Opieki dla Dorosłych". W 1954 został on przemianowany na "Dom Pomocy Społecznej dla Dorosłych" z gospodarstwem pomocniczym, które obejmowało dawniej budynki folwarczne oraz 60 ha gruntów ornych.
Na przełomie 1962 i 1963 oddany został do użytku pawilon, w którym mieszkało wówczas 170 podopiecznych. W pawilonie i dworku do końca lat 80. zamieszkało 210 mieszkańców. 
13 marca 1989 spłonęły zabudowania gospodarcze, a w marcu 1990 rozwiązano umowę o prowadzeniu gospodarstwa pomocniczego.
16 maja 1991 do rejestru zabytków wpisano założenie dworsko-parkowe w Gołuszycach (dwór, park, kaplica). W ostatnich latach dobudowana została nowa klatka schodowa wraz z windą oraz rozbudowano pralnie. Przebudowano kotłownię z węglowej na olejową. Zmodernizowano kuchnię oraz pomieszczenia pawilonu. W dworku powstała nowa klatka schodowa. Uporządkowano teren parku oraz zrekultywowano staw.
W dniu 28 sierpnia 2003 siostry Albertynki zakończyły swoją misję w tutejszym domu.

### Dyrektorzy
- S. Fryderyka Barbara Bryjak – kierownik i siostra przełożona (1933–1940) oraz (1945–1954)
- Kazimierz Buczma (1954–1962)
- Jerzy Wojtacki (1962–1964)
- Ksawery Warczachowski (1964–1966)
- Mieczysław Staszewski (1966–1972)
- Stefan Jarzemski (1972)
- Józef Cichański (1979)
- Hieronim Woźniak (1980–1991)
- Grażyna Partyka
- Jerzy Adamowski (styczeń 1992 – styczeń 2002)
- Zbigniew Blaurok (od kwietnia 2002)

## Atrakcje turystyczne
W Gołuszycach znajduje się zespół dworsko-parkowy. Obejmuje dwór wzniesiony około 1880, kaplicę z 1929 i park krajobrazowy ze zbiornikiem wodnym oraz zabytkowym drzewostanem. Wśród starodrzewu 2 dęby o obwodach 375 i 442 cm, uznano za pomniki przyrody:
Inne mniej znaczące:
- Zespół szkoły (budynek szkoły z 1909, budynek gospodarczy z około 1910).
- Kuźnia z końca XIX w.
- Domy z początku XX w.